# ویلیام گیلبرت
ویلیام گیلبرت (به انگلیسی: William Gilbert) که گاه ویلیام گیلبرد نیز نامیده می‌شود (به انگلیسی: Gilberd) ‏ (۱۵۴۴ - ۱۶۰۳) پزشک و فیزیک‌دان انگلیسی و نویسندهٔ کتاب معروف «دربارهٔ آهنربا» بود. او یکی از نخستین کسانی بود که واژهٔ الکتریسیته را به‌کار برد. گیلبرت معتقد بود مغناطیس در نگه داشتن سیارات در مدارشان نقش بازی می‌کند وی تلاش زیادی کرد تا خرافه پرستی و تعصبات مذهبی حاکم بر زمان خود را از بین ببرد، به‌طور مثال وی افسانه رایج زمان خود مبنی بر این که سیر می‌تواند دقت عقربه قطب‌نما را از بین ببرد را با تلاش‌های خود اصلاح کرد. وی با تلاش‌های خود این باور رایج را که الماس می‌تواند آهن را به آهن‌ربا تبدیل کند از بین برد.

## زندگی
ویلیام گیلبرت در ۲۴ مهِ ۱۵۴۴ در کولچستر در اسکس انگلستان زاده شد. او مدتی را در کمبریج گذراند و مدرک پزشکی خود را از کالج سنت جان دریافت داشت.
گیلبرت به علم فیزیک نیز علاقه‌مند بود و توانست ماهیت مغناطیسی زمین را به اثبات برساند. او چنین تخمین زد که مغناطیس زمینی و الکتریسیته هردو تجلی یک نیروی واحد هستند. همچنین او نخستین کسی بود که اصطلاحاتی همچون الکتریسیته، نیروی الکتریکی و جاذبهٔ الکتریکی را به کار برد. معروفترین کتاب او «دربارهٔ آهنربا» نام‌دارد که در ۱۶۰۰ نوشته‌شده‌است و می‌توان آن را نخستین کتاب مهم انگلیسی در زمینهٔ علم دانست.
ویلیام گیلبرت مدتی را نیز از ۱۶۰۱ تا هنگام مرگش در ۱۶۰۳ به عنوان پزشک مخصوص الیزابت یکم خدمت نمود. او در ۳۰ نوامبر ۱۶۰۳ در لندن درگذشت.